# Distrikt San Pedro de Cachora
Der Distrikt San Pedro de Cachora liegt in der Provinz Abancay in der Region Apurímac im zentralen Süden von Peru. Der Distrikt wurde am 7. Dezember 1943 gegründet. Er besitzt eine Fläche von 119 km². Beim Zensus 2017 wurden 2679 Einwohner gezählt. Im Jahr 1993 lag die Einwohnerzahl bei 3560, im Jahr 2007 bei 3531. Die Distriktverwaltung befindet sich in der 2903 m hoch gelegenen Ortschaft San Pedro de Cachora (oder kurz: Cachora) mit 776 Einwohnern (Stand 2017). San Pedro de Cachora liegt 15,5 km nordnordöstlich der Provinzhauptstadt Abancay.

## Geographische Lage
Der Distrikt San Pedro de Cachora liegt im Andenhochland im Nordosten der Provinz Abancay. Der Río Apurímac fließt entlang der nördlichen Distriktgrenze in Richtung Westnordwest.
Der Distrikt San Pedro de Cachora grenzt im Südwesten an den Distrikt Tamburco, im Westen an den Distrikt Huanipaca, im Norden an den Distrikt Santa Teresa (Provinz La Convención), im Nordosten an den Distrikt Mollepata (Provinz Anta) sowie im Südosten an den Distrikt Curahuasi.